# Rolling Hills, Wyoming
Rolling Hills är en småstad (town) i Converse County i östra Wyoming i USA. Staden hade 440 invånare vid 2010 års folkräkning.
Rolling Hills ligger vid Wyoming State Route 95 sex kilometer norr om Glenrock, Wyoming och planerades som ett bostadsområde utanför staden. Orten fick kommunalt självstyre 1984.